# Guguan
Guguan è un'isola vulcanica dell'oceano Pacifico appartenente alle Isole Marianne. Ha una superficie di 3,87 km², è disabitata, ed amministrativamente appartiene alla municipalità Isole Settentrionali delle Isole Marianne Settentrionali.